# Unjeong-dong
Unjeong-dong (koreanska: 운정동)  är en stadsdel i kommunen Paju i provinsen Gyeonggi i den nordvästra delen av Sydkorea, 26 km norr om huvudstaden Seoul.

## Indelning
Administrativt är Unjeong-dong indelat i:
| Namn    | Namn                | Yta km² | Invånare 31 dec 2020 |
| ------- | ------------------- | ------- | -------------------- |
| 운정1동 | Unjeong 1(il)-dong  | 9,67    | 46 218               |
| 운정2동 | Unjeong 2(i)-dong   | 3,21    | 63 080               |
| 운정3동 | Unjeong 3(sam)-dong | 5,90    | 84 187               |